# Rimom (rocha)
Rimom (em hebraico: Rimmôn, "romã") era uma rocha para onde os filhos de Benjamim fugiram e onde mantiveram-se por quatro meses após o massacre em Gibeá (Juízes 20:45; Juízes 20:47; Juízes 21:13 Alguns estudiosos pensam que seja Geba (moderna Jeba, a cinco quilômetros do sítio usualmente pensado como sendo a Gibeá de Benjamim/Saul, ou seja, Tel Fur). Muitos identificam a rocha com a moderna Ramum, que está localizada numa colina cônica de cálcio elevada a 10 quilômetros a nordeste de Jeba e cinco de Betel. A colina é visível em todas as direções e é protegida por ravinas em boa parte dos lados, bem como possui muitas cavernas. Outros estudiosos acreditam que a localização da rocha seja outra, numa área mais próxima de Gibeá.